# Wobbe Alkema
Wobbe Alkema (Borger-Odoorn, 11 febbraio 1900 – Kampen, 30 gennaio 1984) è stato un pittore olandese.
Modesto restauratore e architetto religioso, aderì nel 1922 all'astrattismo.
Collaboratore di Het Overzicht, incise varie opere in bianco e nero.
| Controllo di autorità | VIAF (EN) 52499769 · ISNI (EN) 0000 0000 8187 6602 · ULAN (EN) 500012817 · LCCN (EN) n78057954 · GND (DE) 119467631 · BNF (FR) cb14869882w (data) |